# Hermann Gura
Hermann Gura (* 5. April 1870 in Breslau; † 15. Oktober 1945 in Gailhof bei Hannover) war ein deutscher Theaterschauspieler und Opernsänger (Stimmlage Bariton).

## Leben und Wirken
Der Sohn des Opernsängers Eugen Gura und jüngerer Bruder von Eugen Gura junior erhielt bei seinem Vater Gesangsunterricht. Hermann Gura vervollständigte seine Studien an Münchens Musikakademie bei Hans Hasselbeck und Max Zenger. Gura gab seinen Einstand 1890 am Kurtheater Bad Reichenhalls in der Oper Das Nachlager von Granada. Noch im selben Jahr folgte er einem Ruf von Richard Strauss ans Hoftheater von Weimar, wo er in Der fliegende Holländer seinen Einstand gab. Es folgten Verpflichtungen an das Opernhaus des damals zaristischen Riga (1890/91), an die Krolloper in Berlin (1891/92), an das Aachener Stadttheater (1892/93), das Zürcher Stadttheater (1893/94), das Basler Stadttheater (1894/95), die Münchner Hofoper (1895/96) und schließlich im Dezember 1896 nach Schwerin. Hier wurde er im darauf folgenden Jahr Oberspielleiter der Oper und blieb bis zu Beginn des neuen Jahrhunderts. Gura feierte an dieser Spielstätte große Erfolge als Hans Sachs, als Alberich, als Wolfram, als Petrucchio und als Don Juan. “Er singt mit großem Geschmack, hat eine sympathische, wohlgeschulte Stimme und wird auch als Darsteller außerordentlich geschätzt.”.
Von 1908 bis 1910 gastierte Gura mit einem eigenen Ensemble in Prag. In Berlin angekommen, gründete Hermann Gura seine eigene Spielstätte, die Gura-Oper, die er auch selbst leitete. 1911 übernahm er die Leitung der Komischen Oper Berlin. Später, von 1912 bis 1914, war Gura auch Chef der Londoner Opern-Gastspiele. Hier inszenierte er beispielsweise auch Der Rosenkavalier. Mit seinem eigenen Opernensemble unternahm Gura danach Gastspielreisen kreuz und quer durch England und brachte Werke von Strauss, Richard Wagner und Wolfgang Amadeus Mozart zur Aufführung. Im Ersten Weltkrieg war Hermann Gura zwei Jahre lang eingezogen. Die 1920er Jahre wirkte Gura an der finnischen Staatsoper in Helsinki. Anschließend ging er mit seiner Gura-Oper erneut auf Gastspielreisen. Dann zog er sich von der aktiven Gesangstätigkeit zurück und unterrichtete an dem Klindworth-Scharwenka-Konservatorium Nachwuchskünstler. Noch mit 70 Jahren leitete er die Opernschule des Konservatoriums in Berlin.
Hermann Gura war mit der Sopranistin Annie Hummel (1884–1964) verheiratet.